# سینوس پیشانی
سینوس پیشانی (به انگلیسی: frontal sinuses) در بالای چشم و در استخوان پیشانی قرار دارد. سینوس‌های پیشانی تا سن ۵–۱۰ سالگی وجود ندارند. این سینوس‌ها از سن ۷ سالگی به بعد پدید می‌آیند. سینوزیت پیشانی باعث ایجاد درد و احساس فشار در بالای چشم‌ها می‌شود (سردرد).
سینوس‌ها حفره‌هایی خالی هستند که درون استخوان‌های صورت قرار دارند. سطح داخلی سینوسها با غشاهای مخاطی پوشیده شده‌اند و سینوس‌های پارانازال هریک توسط مجرایی به بینی راه پیدا می‌کنند.

## نگارخانه

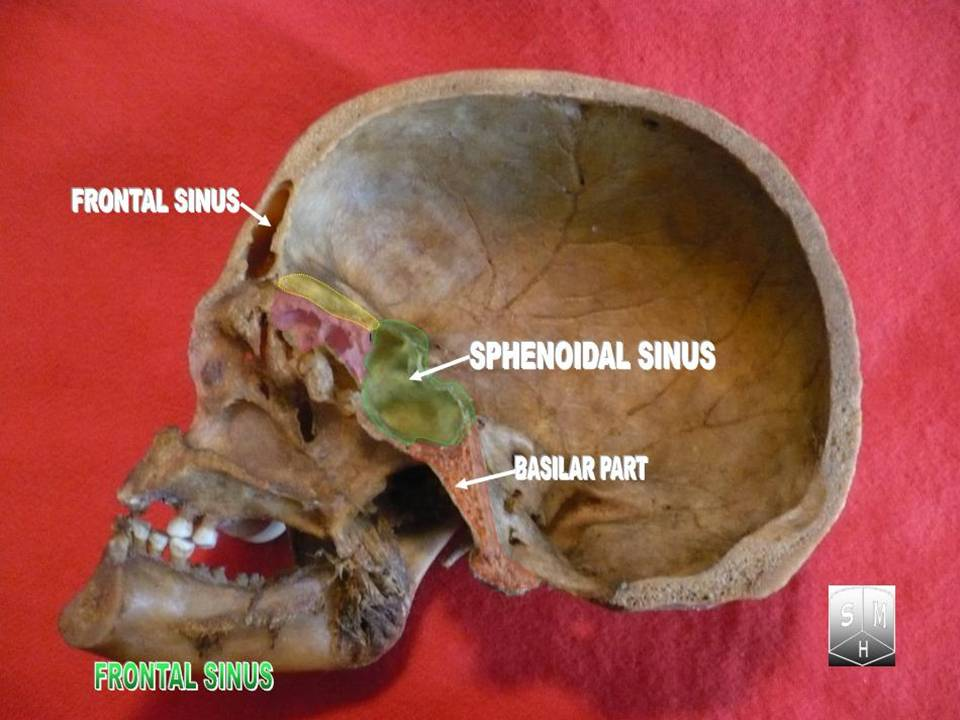
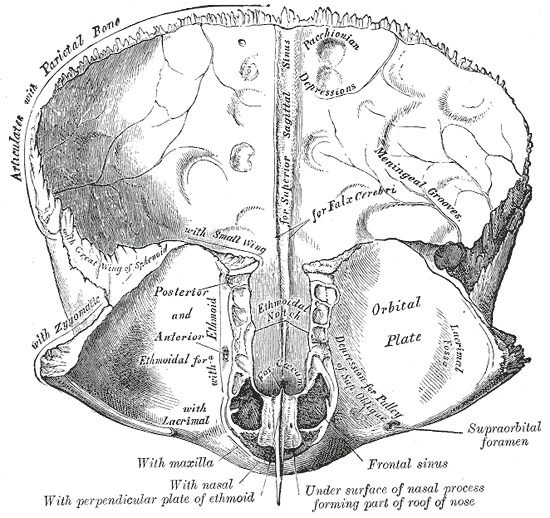
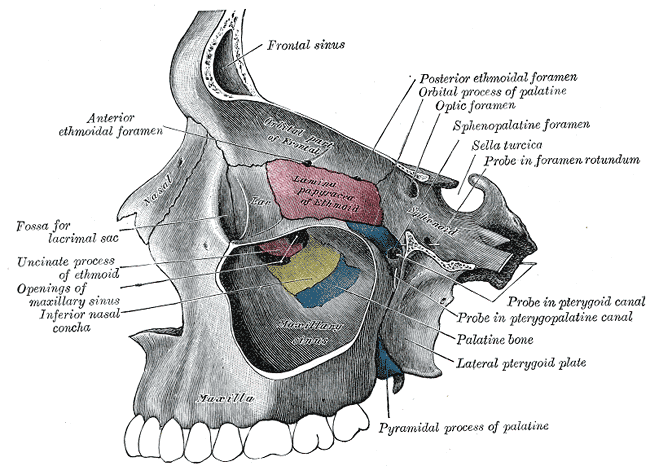
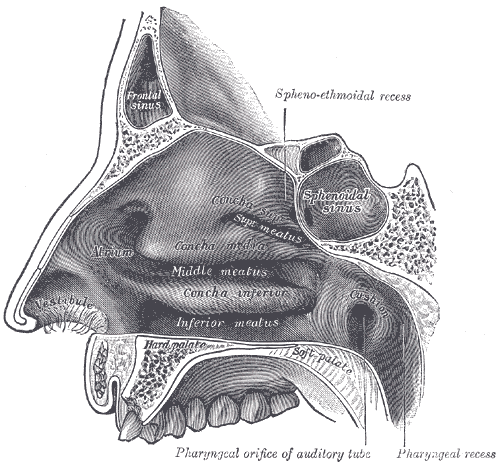
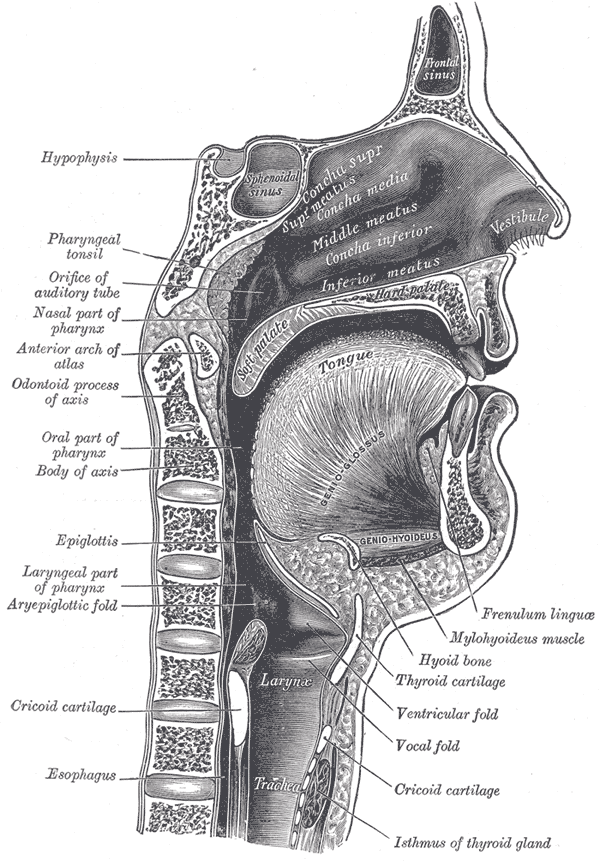
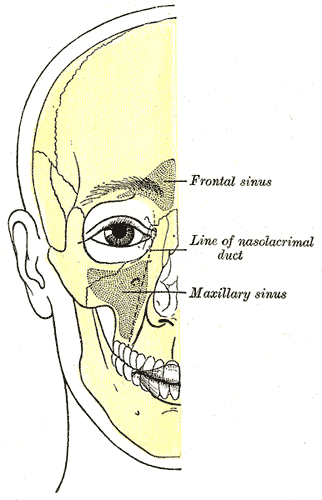
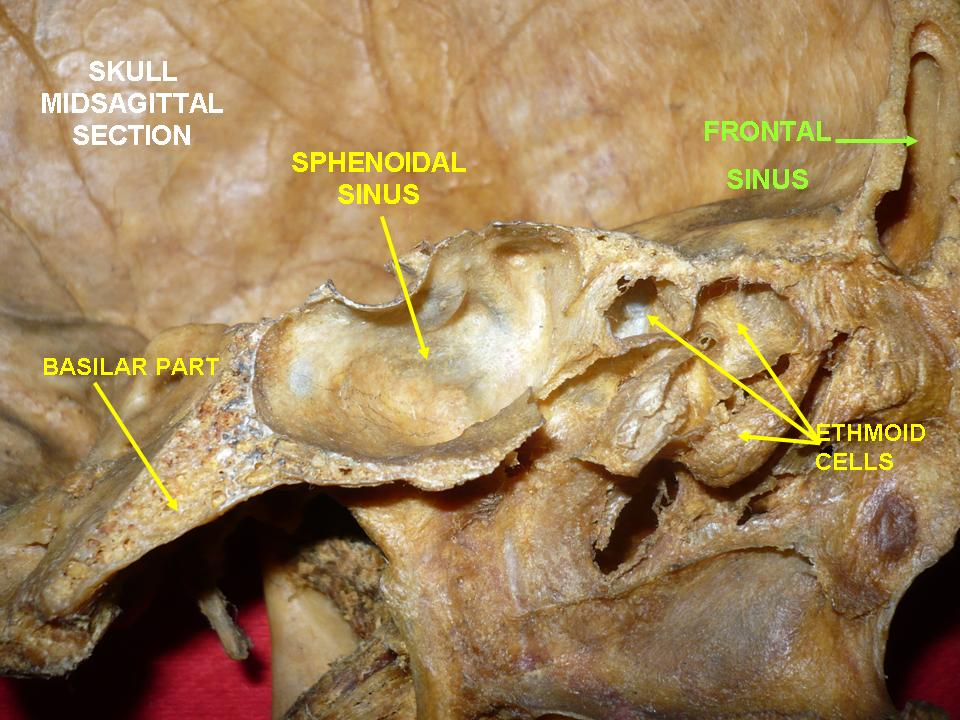